# HAT-P-62
HAT-P-62 — одиночная звезда в созвездии Возничего на расстоянии около 1152 световых лет (около 353 парсек) от Солнца. Видимая звёздная величина звезды — +12,543m. Возраст звезды оценивается как около 8,1 млрд лет.
Вокруг звезды обращается, как минимум, одна планета.

## Характеристики
HAT-P-62 — жёлтый карлик спектрального класса G4V. Масса — около 1,023 солнечной, радиус — около 1,17 солнечного, светимость — около 1,232 солнечной. Эффективная температура — около 5629 К.

## Планетная система
В 2020 году группой астрономов, работающих в рамках программы HATNet, было объявлено об открытии планеты HAT-P-62 b.